# Casa de la Vila de la Selva del Camp
Casa de la Vila de la Selva del Camp és un edifici protegit com a bé cultural d'interès local del municipi de la Selva del Camp (Baix Camp). Antigament anomenat casa dels Montserrat, és la seu de l'Ajuntament.

## Descripció
Edifici d'època moderna amb elements decoratius de tradició gòtica junt amb elements ja renaixentistes.
El pati presenta una àmplia escala i finestrals gòtics. la façana principal amb portada doble i finestres una lleugerament alterades. La portalada d'arc de mig punt amb grans dovelles, amb escut sobreposat a les dovelles centrals. Baixos molt espaiosos amb volta de canó de maons. Els pisos superiors han estat transformats en oficines.
La construcció presenta senyals d'edificacions anteriors.

## Història
Des de la repoblació de la vila (1165), aquesta era regida pel batlle, nomenat pel pavorde, assistit per un prohomia. L'antic edifici de l'ajuntament està al carrer de la Font.
L'actual edifici era propietat de Bernat Vergonyós, artista del metall, qui el vengué el 1502 a Joan Montserrat, doctor en medicina i mestre d'arts. L'any 1574, Elisabet de Montserrat es casà amb Francesc de Vilafranca, i per aquest motiu, damunt la porta d'entrada s'esculpiren les armes d'ambdues famílies.
Magí Anton de Vilallonga i de Grimau, descendent dels Montserrat-Vilafranca, va donar-lo al municipi el 23 de desembre de 1815.
Els Consells de la Comuna del Camp de Tarragona es reunien, en la seva darrera època, a la casa dels Montserrat.